# Karibu (Automarke)
Karibu war eine brasilianische Automarke.

## Markengeschichte
Ein Unternehmen, dessen Werkstatt sich in Pelotas befunden haben soll, stellte in der ersten Hälfte der 1980er Jahre Automobile her. Der Markenname lautete Karibu.

## Fahrzeuge
Im Angebot stand ein VW-Buggy. Ein Fahrgestell von Volkswagen do Brasil bildete die Basis. Darauf wurde eine offene türlose Karosserie aus Kunststoff montiert. Ein luftgekühlter Vierzylinder-Boxermotor war im Heck platziert und trieb die Hinterräder an. Die runden Scheinwerfer waren in die Ausläufer der vorderen Kotflügel integriert, und die ebenfalls runden vorderen Blinker in die Fahrzeugfront. Am Heck waren vier runde Rückleuchten.